# 琉球棘螈
琉球棘螈（学名：Echinotriton andersoni），一种分布于日本琉球群岛的两栖动物，隶属于蝾螈科棘螈属。

## 形态特征
成螈全长130～190毫米。身体宽扁，头部近似菱形。背侧从肩部至尾侧有疖状瘰疣13～17枚。通体黑褐色，四肢的掌、蹠部、肛孔周围及尾下缘黄褐色、橘黄或黄红色。